# Eupelmus levis
Eupelmus levis is een vliesvleugelig insect uit de familie Eupelmidae. De wetenschappelijke naam is voor het eerst geldig gepubliceerd in 1952 door Nikol'skaya.